# Eubordeta eccrita
Eubordeta eccrita är en fjärilsart som beskrevs av Jordan 1912. Eubordeta eccrita ingår i släktet Eubordeta och familjen mätare. Inga underarter finns listade i Catalogue of Life.